# Kościół Chrystusa w Torgelowie
Kościół Chrystusa (niem. Christuskirche) – ewangelicka świątynia parafialna znajdująca się w niemieckim mieście Torgelow.

## Historia
Na miejscu obecnego kościoła od 1708 znajdowała się świątynia również zwana Christuskirche. Kamień węgielny pod budowę większego kościoła wmurowano 30 marca 1882, a gotowy budynek konsekrowano 3 kwietnia 1884. Imię "Christuskirche" nadano mu oficjalnie dopiero w 1950. Świątynię gruntownie wyremontowano w 1989, a w 1994 zainstalowano zewnętrzne oświetlenie. W 2009 wyremontowano organy, a w 2015 konserwacji poddano witraże w absydzie.

## Architektura i wyposażenie
Świątynia neogotycka, wzniesiona z cegły. We wnętrzu znajduje się fragment piaskowcowej chrzcielnicy z 1624, a absydę zdobią 14-głosowe organy, wykonane w 1890 przez Paula Mehmela i przebudowane w 1938. Na wieży znajduje się 5 brązowych dzwonów, zawieszonych w 1999, zastępując dwa żeliwne dzwony, które ustawiono na ziemi, przy kościele.

## Galeria

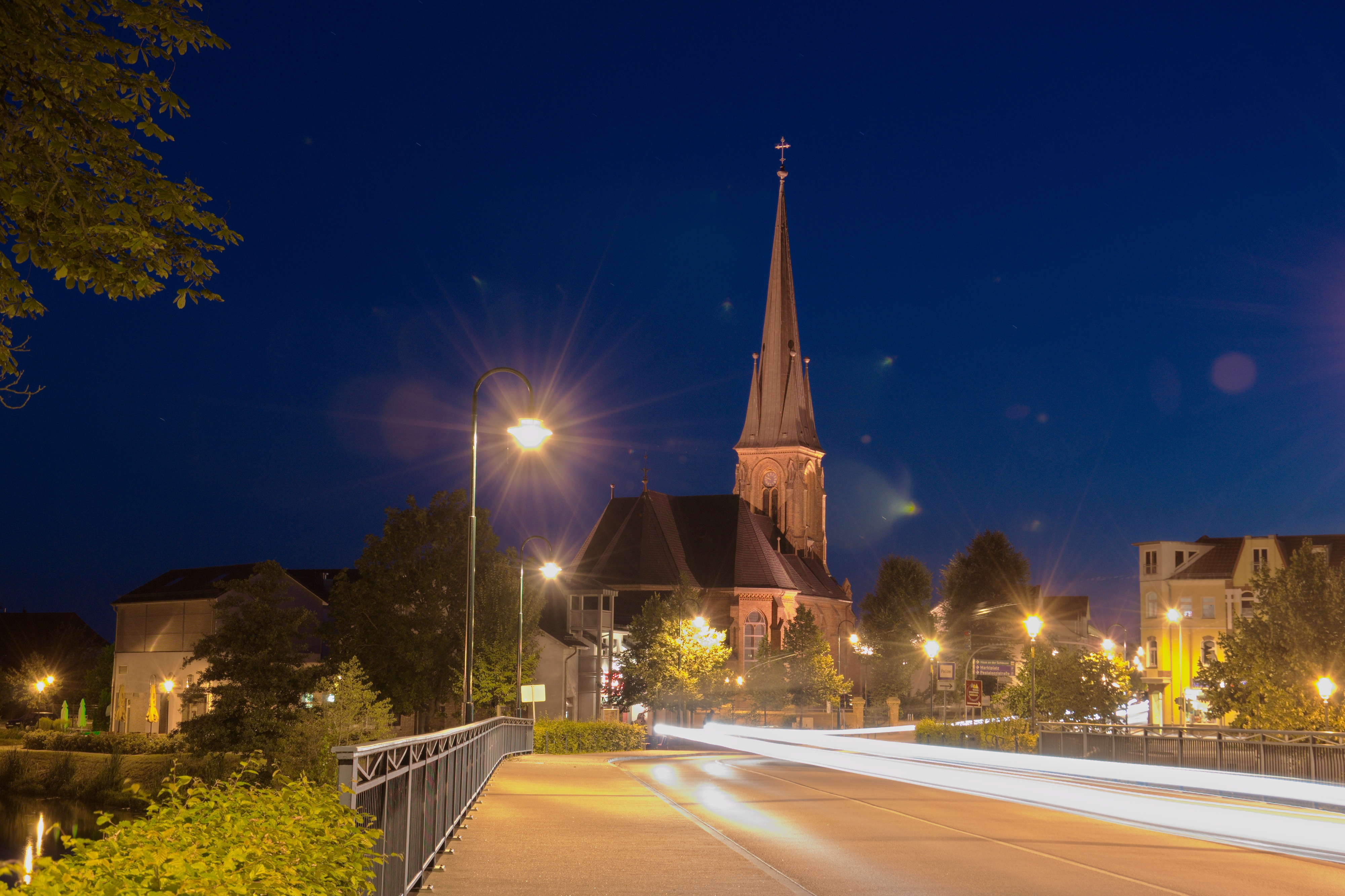
Widok z mostu nad Wkrą
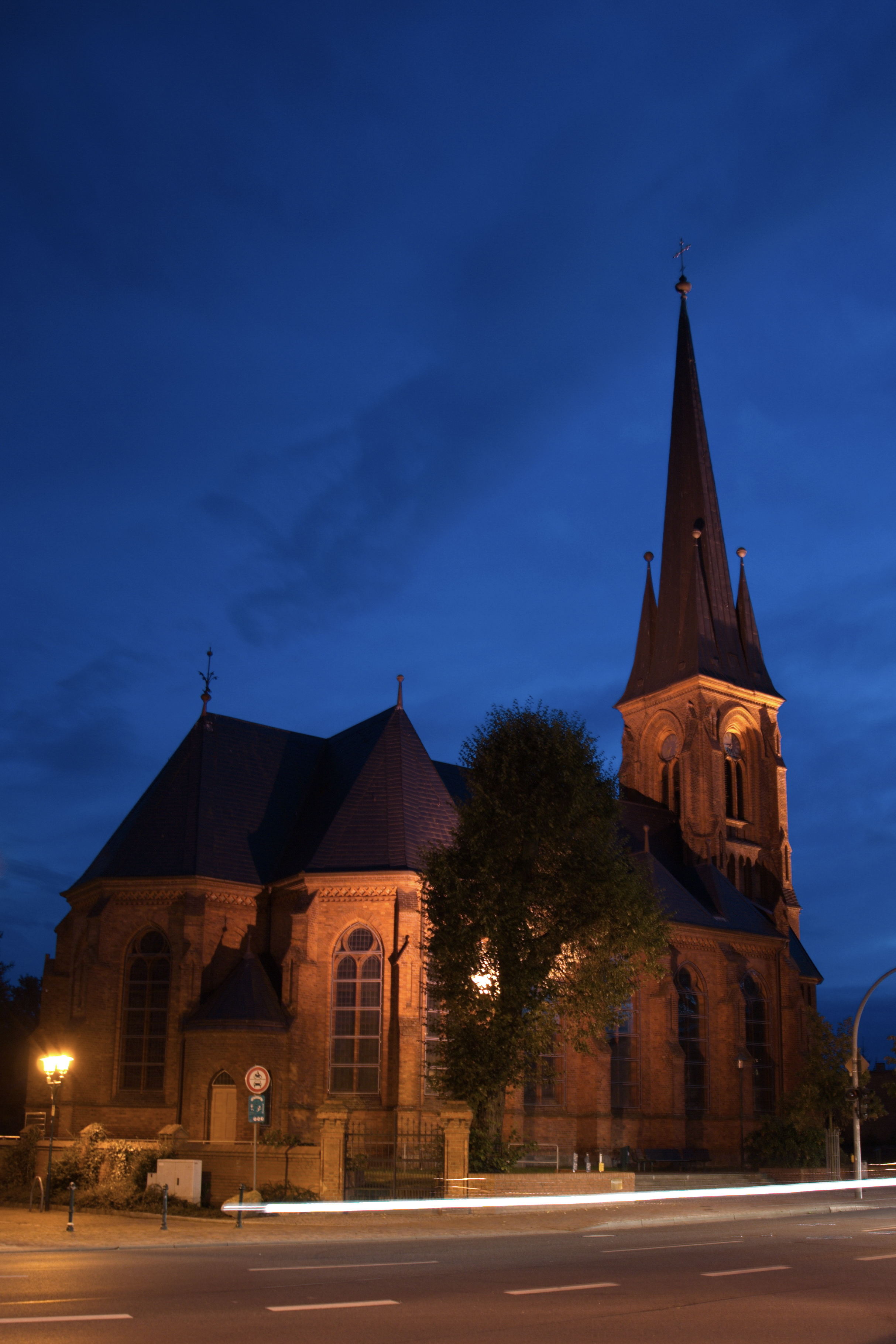
Kościół nocą, widok z północnego wschodu
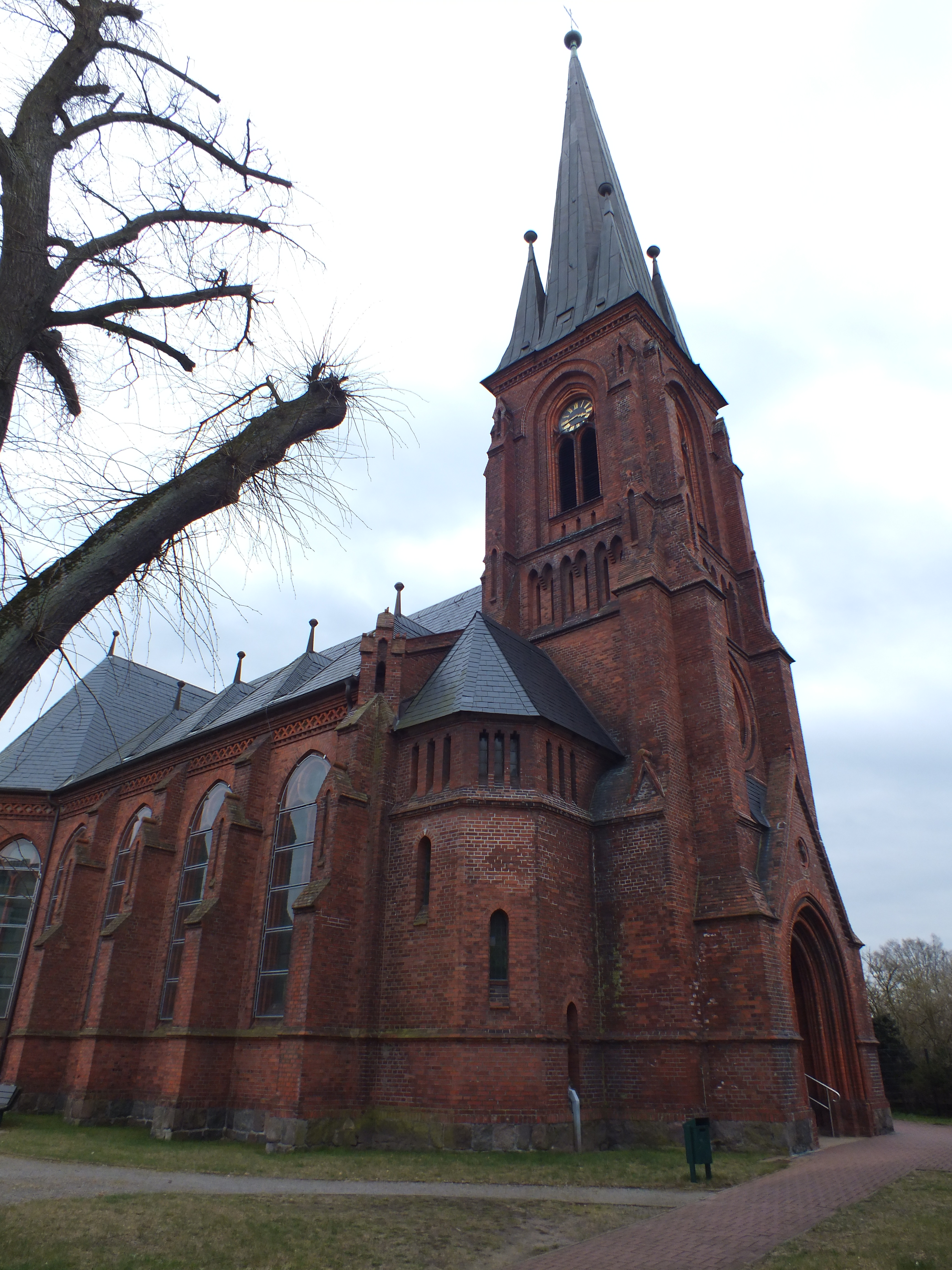
Wieża